# César Valverde
César Valverde (23 agosto 1951) è un ex calciatore colombiano, di ruolo centrocampista.

## Carriera

### Club
Ha giocato nella massima serie colombiana con Deportivo Pereira e Deportivo Cali.

### Nazionale
Ha fatto parte della Nazionale colombiana dal 1977 al 1981, prendendo parte alla Copa América 1979.